# Thược dược vàng
Thược dược vàng (danh pháp hai phần: Paeonia mlokosewitschii) là một loài thực vật trong họ Paeoniaceae. Đây là loài bản địa từ dãy núi Caucasus tại Azerbaijan, Gruzia, và Dagestan, nơi nó mọc trên các sườn núi đá trong gỗ sồi, cây trăn, hoặc rừng sồi.
Năm 2002, nhà thực vật học Trung Quốc Hồng Deyuan giảm mức của loài này xuống là một phân loài của Paeonia daurica, cụ thể là Paeonia daurica (Andrews) subsp. mlokosewitschii (Lomakin) D.Y.Hong 2003.
Nó là một cây thân thảo lâu năm tăng trưởng cao 23-27 inch (60–70 cm). Vào mùa xuân, mang lớn, duy nhất, hoa màu vàng chanh đường kính inch (10–12 cm).
Nó được phát hiện bởi nhà thực vật học Ludwik Mlokosiewicz Ba Lan vào năm 1897, và danh pháp đã được đặt theo tên ông bởi Aleksandr Lomakin. 